# Marfiles de Nimrud
Los marfiles de Nimrud son un gran grupo de pequeñas placas y figuras de marfil talladas que datan de los siglos IX al VII a. C. Fueron excavadas en la ciudad asiria de Nimrud (en la moderna Ninawa en Irak ) durante los siglos XIX y XX. La mayoría son fragmentos de las formas originales. Hay más de 1000 piezas significativas, y muchos otros fragmentos muy pequeños. 
Los marfiles se originaron principalmente fuera de la Mesopotamia y se cree que se elaboraron en Levante mediterráneo y Egipto. Están tallados con motivos típicos de esas regiones y se usaron para decorar una variedad de objetos de alto estatus, incluidos muebles, carros y adornos para caballos, armas y pequeños objetos portátiles de diversos tipos. Muchos de los marfiles habrían sido originalmente decorados con pan de oro o piedras semipreciosas, y que fueron despojados de ellos en algún momento antes de su entierro final. Se encontró un gran grupo en lo que aparentemente era un almacén del palacio para muebles no utilizados. Muchos fueron encontrados en el fondo de los pozos, aparentemente arrojados allí cuando la ciudad fue saqueada durante el colapso poco investigado del Imperio Asirio entre 616 a. C. y 599 a. C.

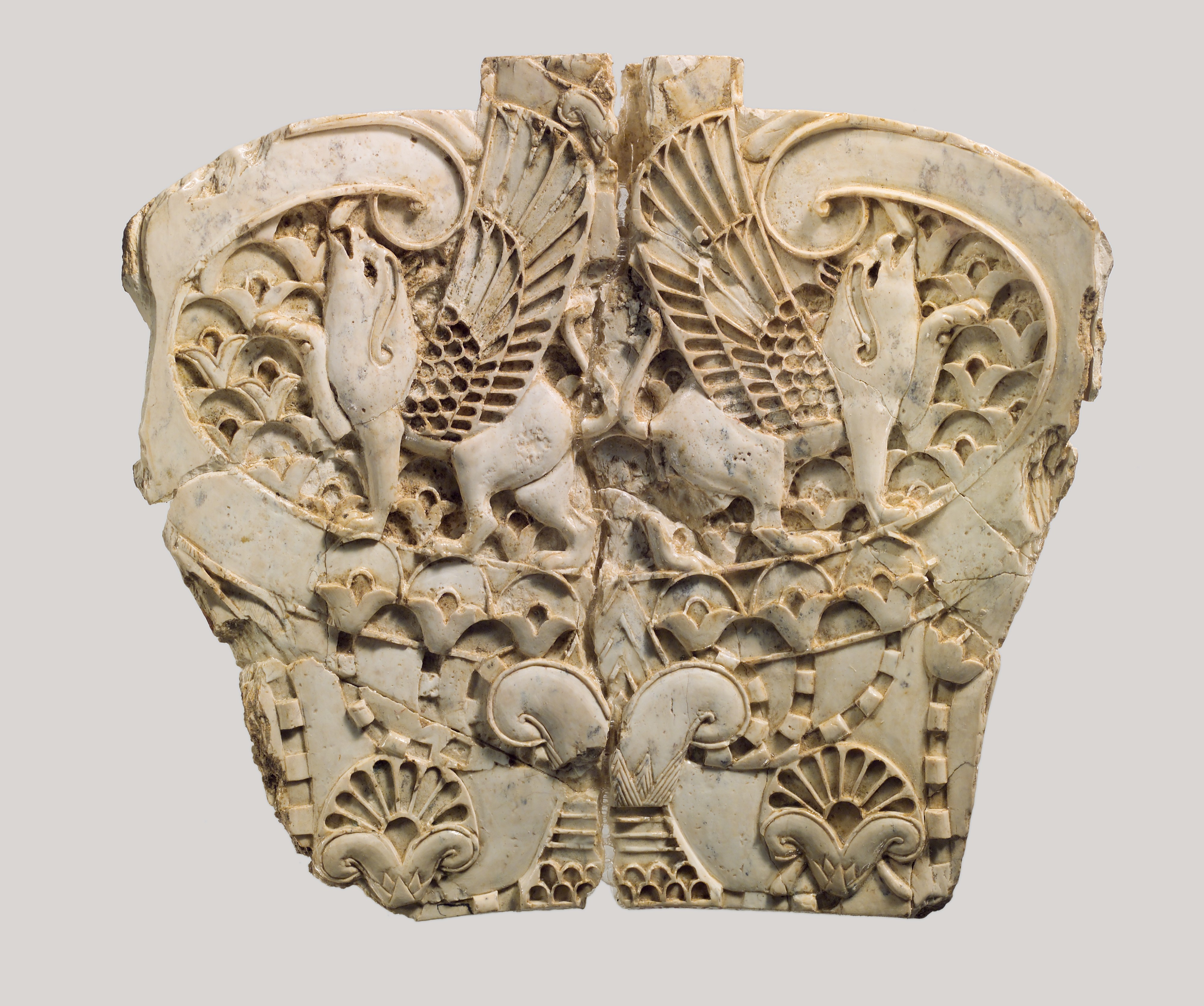
Placa de muebles Cloisonné con dos grifos en un paisaje floral, estilo fenicio, Museo Metropolitano de Arte

Muchos de los marfiles fueron llevados al Reino Unido y depositados en el Museo Británico (aunque no son de su propiedad). En 2011, el Museo adquirió la mayor parte de los marfiles de propiedad británica a través de una donación y compra, y una selección está visible en el mismo. Se pretende que el resto sea devuelto a Irak. Las instituciones iraquíes ya poseían un número significativo de marfil, pero muchos se han perdido o dañado por la guerra y el saqueo. Otros museos de todo el mundo tienen grupos de estas piezas. 

## Descripción
Los marfiles comprenden placas decoradas en relieve con intrincadas tallas de esfinges, leones, serpientes, personas, flores y motivos geométricos, así como tallas de cabezas y figuras femeninas. Fueron tallados en varios lugares del Próximo Oriente, incluyendo Egipto, Siria moderna y Líbano, relativamente pocos tallados localmente. El marfil utilizado para hacer estos objetos originalmente se habría derivado de elefantes sirios que eran endémicos en el Medio Oriente en la antigüedad. En el siglo VIII a. C. el elefante sirio había sido cazado cerca de la extinción, y el marfil para objetos posteriores habría tenido que ser importado de la India, o, más probablemente, de África.
Se cree que las placas de marfil se utilizaron para decorar carros, muebles y adornos para caballos, y originalmente se habrían cubierto con pan de oro o adornado con piedras semipreciosas como el lapislázuli . Algunas piezas aún conservan restos de hojas de oro. Muchos ya tenían siglos de antigüedad cuando se almacenaron y pueden haber pasado de moda en ese momento. El oro pudo haber sido retirado de los marfiles antes de ser guardados.  Se especula que los babilonios lo tomaron cuando saquearon y arrasaron Nimrud en 612 a. C.  

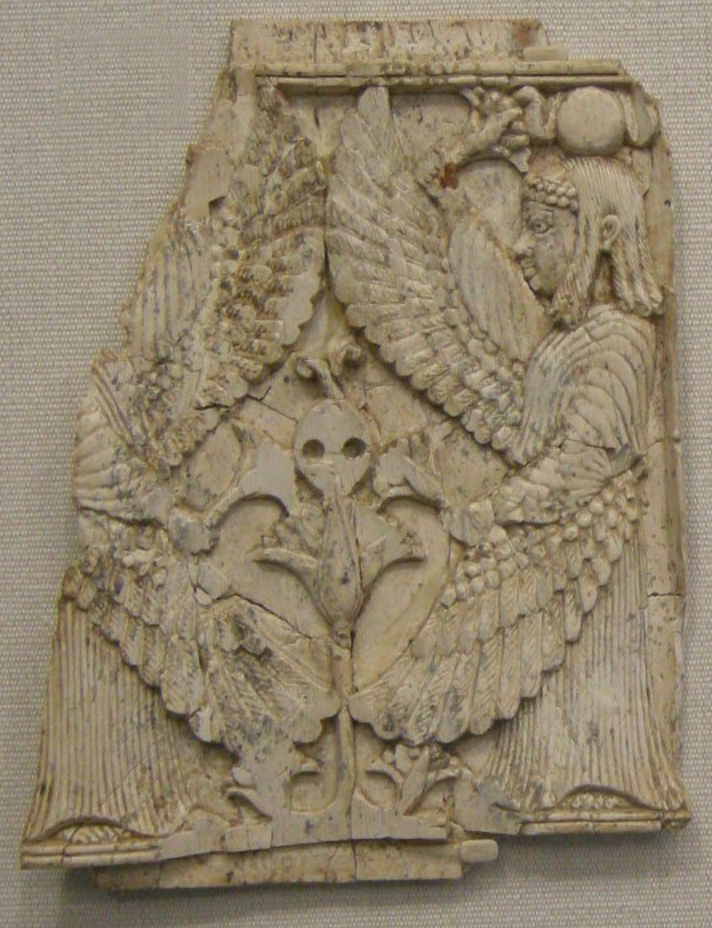
Placa de marfil

Algunos de los marfiles tienen letras fenicias grabadas en su espalda. Se cree que pueden haber sido utilizadas como guías para el ensamblaje de piezas en los muebles a los que se unieron los marfiles. La presencia de letras fenicias en los marfiles sugiere que fueron producto de artesanos fenicios .
Además de las placas, se han encontrado muchas pequeñas tallas de marfil de cabezas femeninas en Nimrud. La mayoría miden solo una o dos pulgadas de altura, pero algunas son de más de 5 pulgadas. Muchas de estas cabezas usan una tapa plana que es muy similar a las tapas planas representadas en marfiles mucho anteriores del sitio de Tel Megiddo en el Israel moderno. Otra forma tallada común que se encuentra en Nimrud, comprende figuras de dos mujeres desnudas unidas una detrás de la otra. Se cree que se usaron como manijas para ventiladores o espejos, o como un elemento decorativo en los muebles.  
Las placas muestran una amplia variedad de temas, algunos de los cuales exhiben un estilo puro asirio, y otros muestran influencia egipcia, con grabados de personas o dioses egipcios, e incluso jeroglíficos egipcios . Sin embargo, los temas egipcios a menudo se malinterpretan, y los jeroglíficos no forman nombres válidos, por lo que parecen ser imitaciones degradadas del arte egipcio.
Se encontró una cantidad mucho mayor de marfil en Nimrud que en cualquier otro yacimiento asirio. Posiblemente fueron traídos a Nimrud como botín, o importados como artículos de lujo desde ciudades en la costa mediterránea. Algunos siglos después, parece que estos objetos pasaron de moda y se almacenaron.

## Descubrimientos

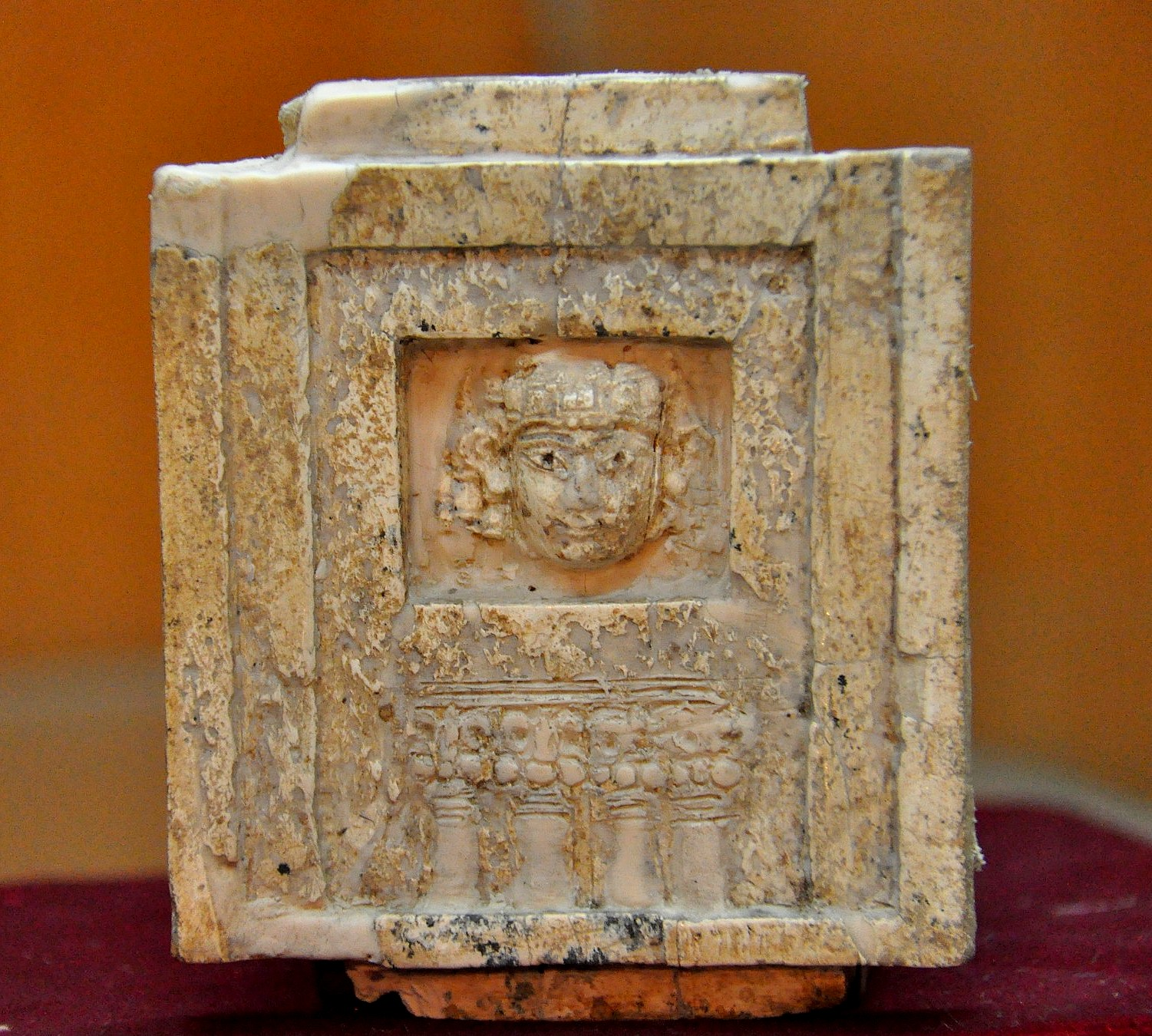
"La dama en la ventana", Museo Sulaymaniyah, Irak.

### Layard (1845)
El primer grupo de marfiles fue excavado del sitio del palacio de Salmanasar III (gobernado 859–824 a. C.) en la capital asiria de Nimrud. El palacio fue redescubierto en 1845 por Austin Henry Layard, el primer día de sus excavaciones. En el segundo día, hizo el primer descubrimiento de marfil.

### Loftus (1854-1855)

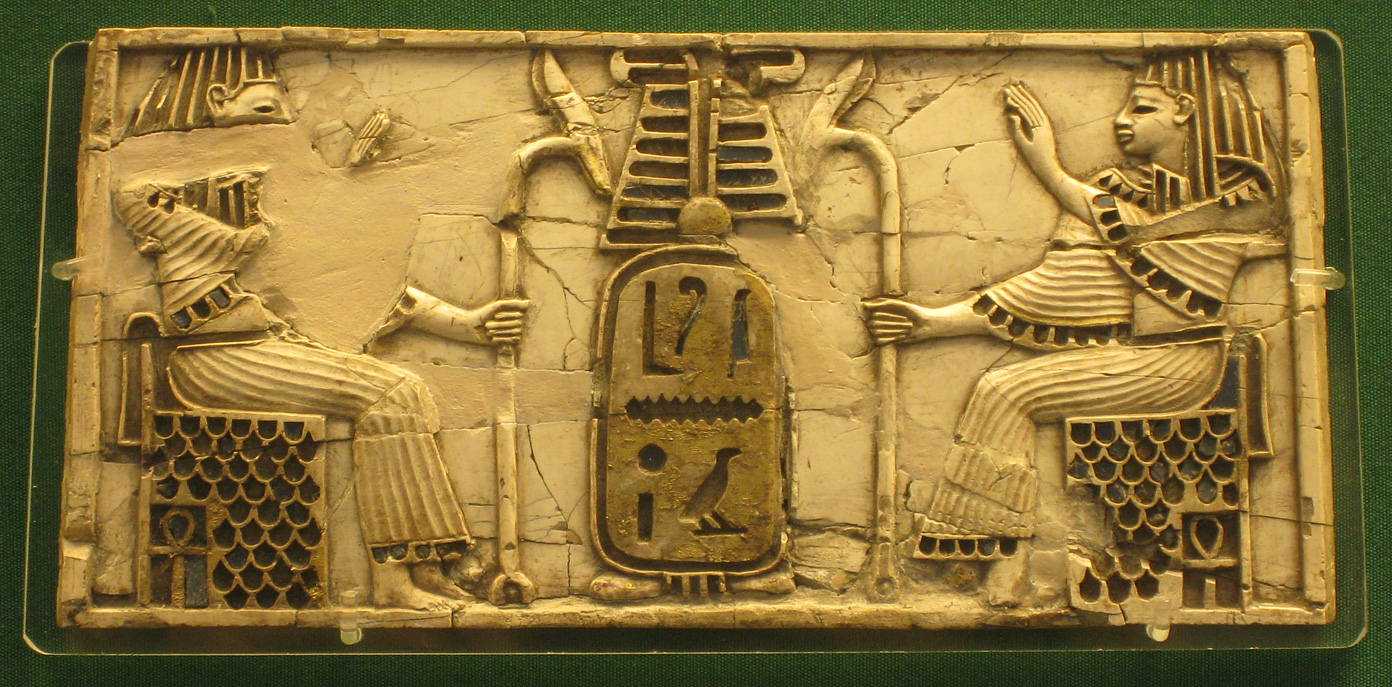
Placa hecha en Egipto

Se encontraron más marfiles durante las excavaciones de William Kennett Loftus en 1854-1855. Fueron encontrados en un grupo de edificios etiquetados como "Palacio del Sureste" o "Palacio Quemado". Loftus describió las circunstancias del descubrimiento en una carta al Journal of Sacred Literature en febrero de 1855: 

The S.E. Palace aNimroud acaba de producir una gran colección de hermosos marfil, reliquias de un trono o muebles, etc. Se han montado mediante remaches, toboganes y ranuras, ¡un rompecabezas asirio completo y algo peligroso para sentarse! Muchos exhiben rastros de dorado y esmalte, y probablemente se separaron por las incrustaciones de oro y joyas con las que alguna vez fueron adornados. Hay un decidido personaje egipcio-asirio sobre toda la colección, mezclando cabezas egipcias perfectas con toros y leones asirios. Las cabezas estaban muy bien de hecho. Algunos de los artículos eran mazas, mangos de dagas o porciones de sillas y mesas (ya que tenemos evidencias indudables de que los asirios los usaron). Las figuras de atrás hacia atrás forman un eje y sostienen un capitel con cabeza de flor. También hay cajas y un jarrón, todos elaboradamente tallados. Los asirios eran adeptos en el enchapado, las capas estaban muy ornamentadas con emblemas sagrados y caza de leones. Las inscripciones fenicias se encuentran en dos de tres artículos. Fueron encontrados esparcidos en el fondo de una cámara entre cenizas de madera. Habían escapado de las llamas, pero están ennegrecidos por yacer entre la madera humeante. He levantado un montón de objetos y los estoy armando lo más rápido posible, preparándolos para hervirlos en gelatina. Toda la sala aún no se ha explorado, ya que primero se debe quitar la tierra de arriba. Propongo bajar mañana.

### Mallowan (1949–1963)

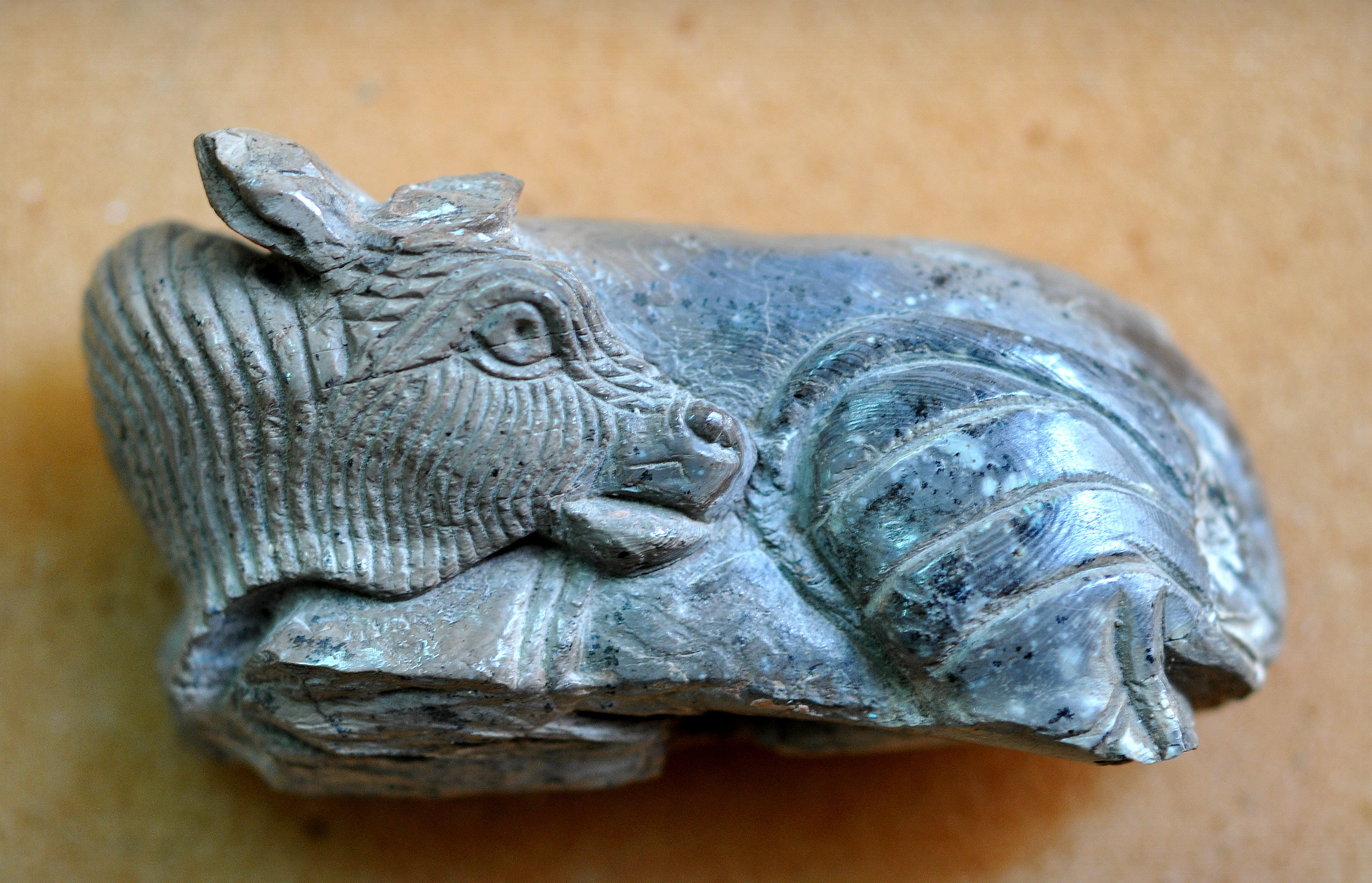
Un toro supino, uno de los marfiles de Nimrud encontrados por Sir Max Mallowan, localizado en el Museo Sulaymaniyah, Irak.

Otros descubrimientos fueron realizados entre 1949 y 1963 por un equipo de la Escuela Británica de Arqueología en Irak dirigido por el arqueólogo Max Mallowan . Mallowan encontró miles de marfiles, muchos de los cuales fueron descubiertos en el fondo de pozos en los que aparentemente habían sido arrojados cuando la ciudad fue saqueada, ya sea en la agitación que siguió a la muerte de Sargón II en 705 a. C., o cuando Nínive cayó y fue destruido en el 612 a. C. La esposa de Mallowan era la famosa novelista británica del crimen, Agatha Christie (1890–1976), que estaba fascinada con la arqueología, y que acompañaba a su esposo en las excavaciones de Nimrud. Christie ayudó a fotografiar y preservar muchos de los marfiles encontrados durante las excavaciones (entre ellos, la llamada "Dama del pozo" o la "Mona Lisa de Nimrud"), explicando en su autobiografía que limpió los marfiles usando una fina aguja de tejer, manicura y una olla de crema para la cara.
La colección de marfiles descubiertos por Mallowan se dividió entre Irak y Gran Bretaña, donde permanecieron en la Escuela Británica de Arqueología en Irak (más tarde se convertiría en el Instituto Británico para el Estudio de Irak) hasta 1987. Posteriormente se almacenaron en el Museo Británico hasta 2011, pero no se exhibieron. Muchos de los marfiles de los iraquíes se han perdido o dañado. Después de la Guerra de Irak de 2003, el Museo Nacional de Irak en Bagdad fue saqueado, y muchos de los marfiles guardados allí fueron dañados o robados. Otros marfiles almacenados en una bóveda de un banco en Bagdad fueron dañados por el agua cuando el edificio fue bombardeado.  
En marzo de 2011, el Museo Británico compró un tercio de los marfiles de Mallowan (que comprenden 1,000 marfiles completos y 5,000 fragmentos) del British Institute for the Study of Iraq por £ 1.17 millones, a partir de una campaña pública de recaudación de fondos que acumuló £ 750,000 en seis meses, con el apoyo de subvenciones del National Heritage Memorial Fund y el Art Fund . Esta es la segunda compra más cara del Museo Británico desde el final de la Segunda Guerra Mundial, solo superada en precio por el relieve de la Reina de la Noche, que costó £ 1.5 millones en 2003.
Además de la compra, el Instituto Británico para el Estudio de Irak también ha donado otro tercio de su colección al Museo Británico en reconocimiento al almacenamiento de la colección por parte del museo durante los últimos 24 años. Se anticipa que el tercio restante de la colección será devuelto a Irak en algún momento en el futuro. Una selección de los marfiles se exhibirá en el Museo Británico a partir del 14 de marzo de 2011.  

### Oates (1957–1963)
El mayor hallazgo de marfil se realizó entre 1957 y 1963, cuando un equipo de la Escuela Británica dirigido por David Oates descubrió una habitación en el palacio de Nimrud que se denominó "sala de marfil". Aparentemente había servido como el principal centro de almacenamiento de objetos de marfil amasados por Los reyes asirios. Excavaciones posteriores realizadas por el Departamento de Antigüedades iraquí han descubierto todavía más marfiles.

### Otros descubrimientos
En los últimos años, las excavaciones del Departamento de Antigüedades iraquí han descubierto más marfiles.

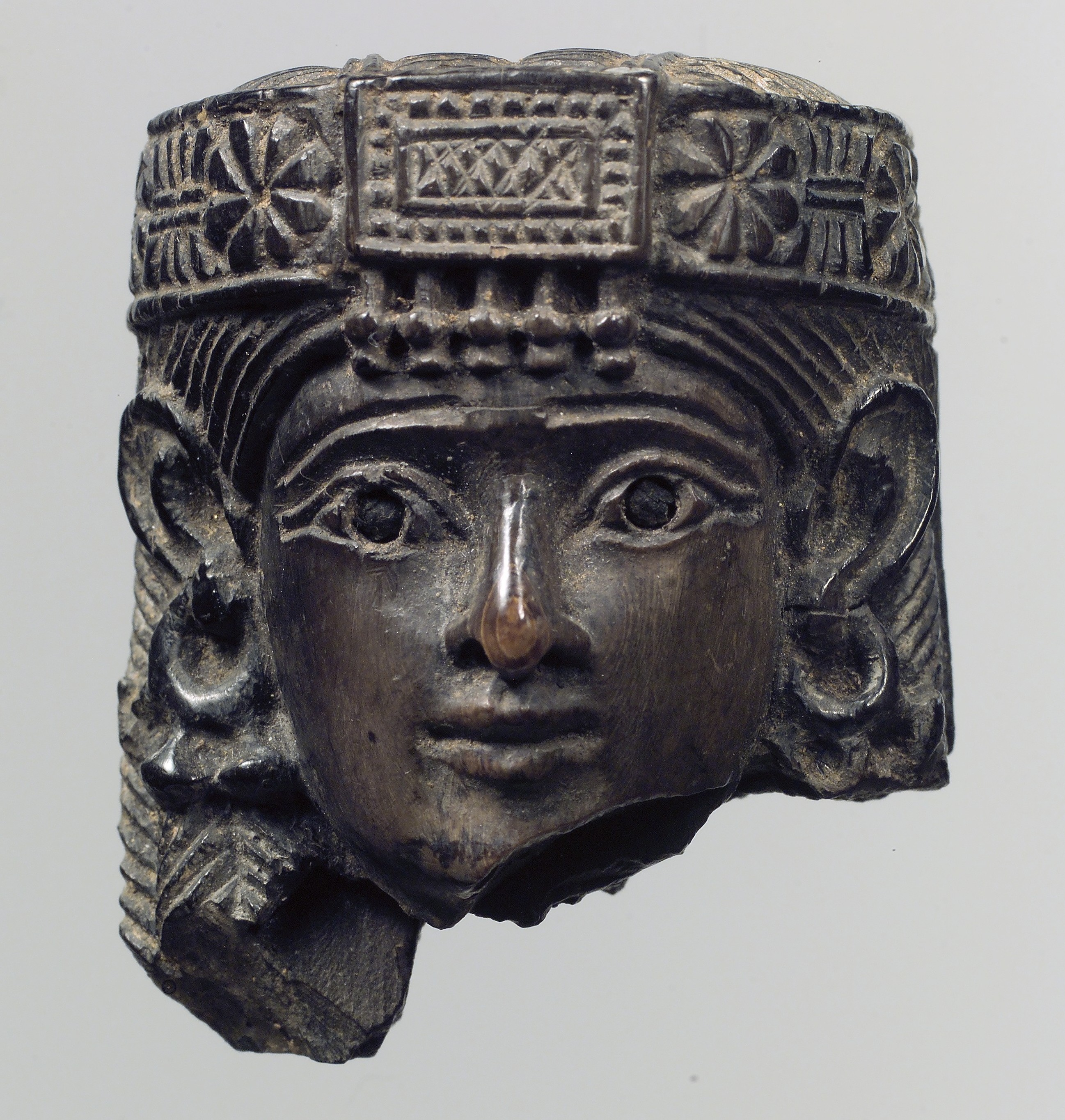
Cabeza femenina, probablemente de una estatuilla, estilo sirio
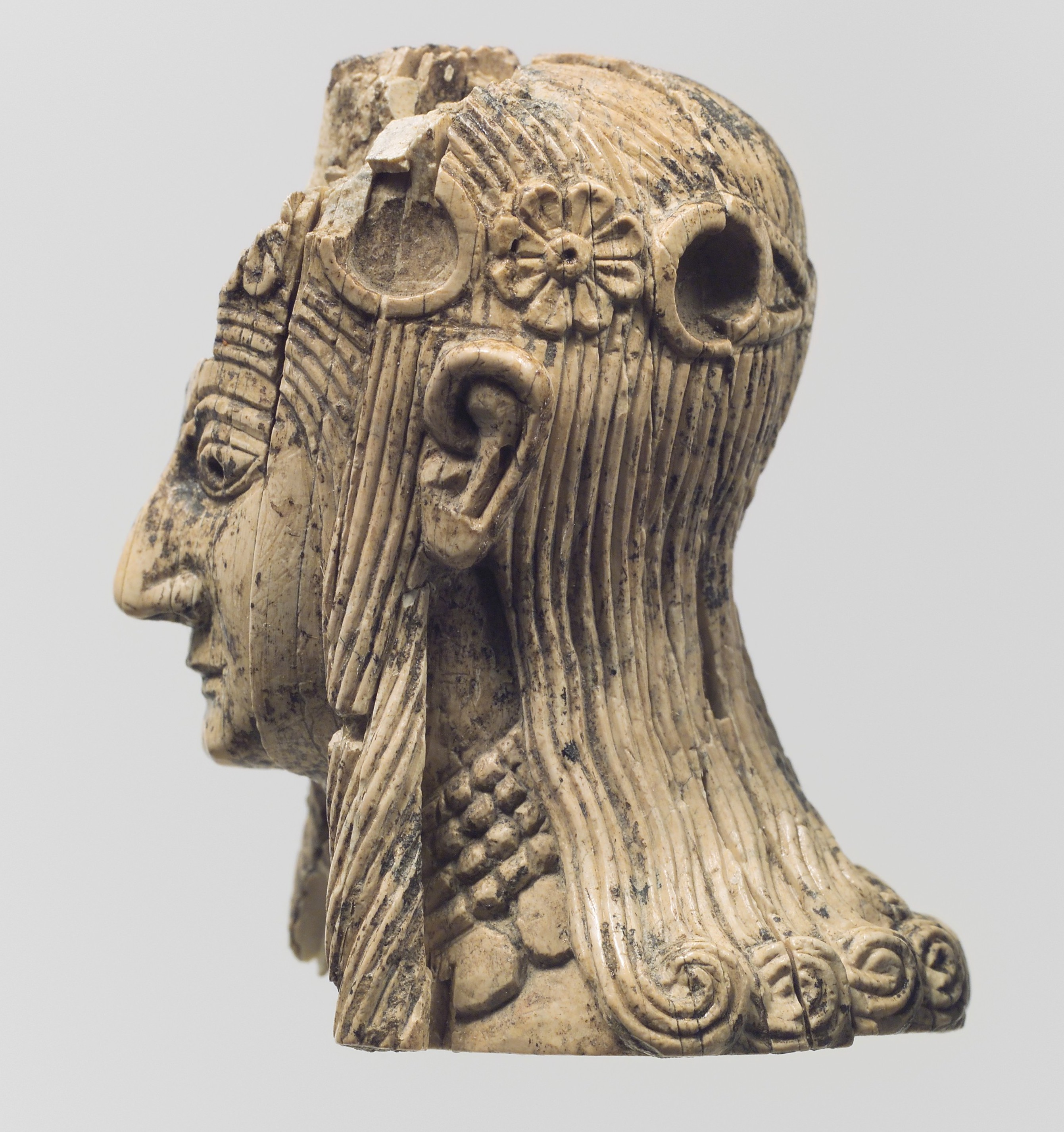
Cabeza femenina, probablemente de una estatuilla, estilo sirio del norte
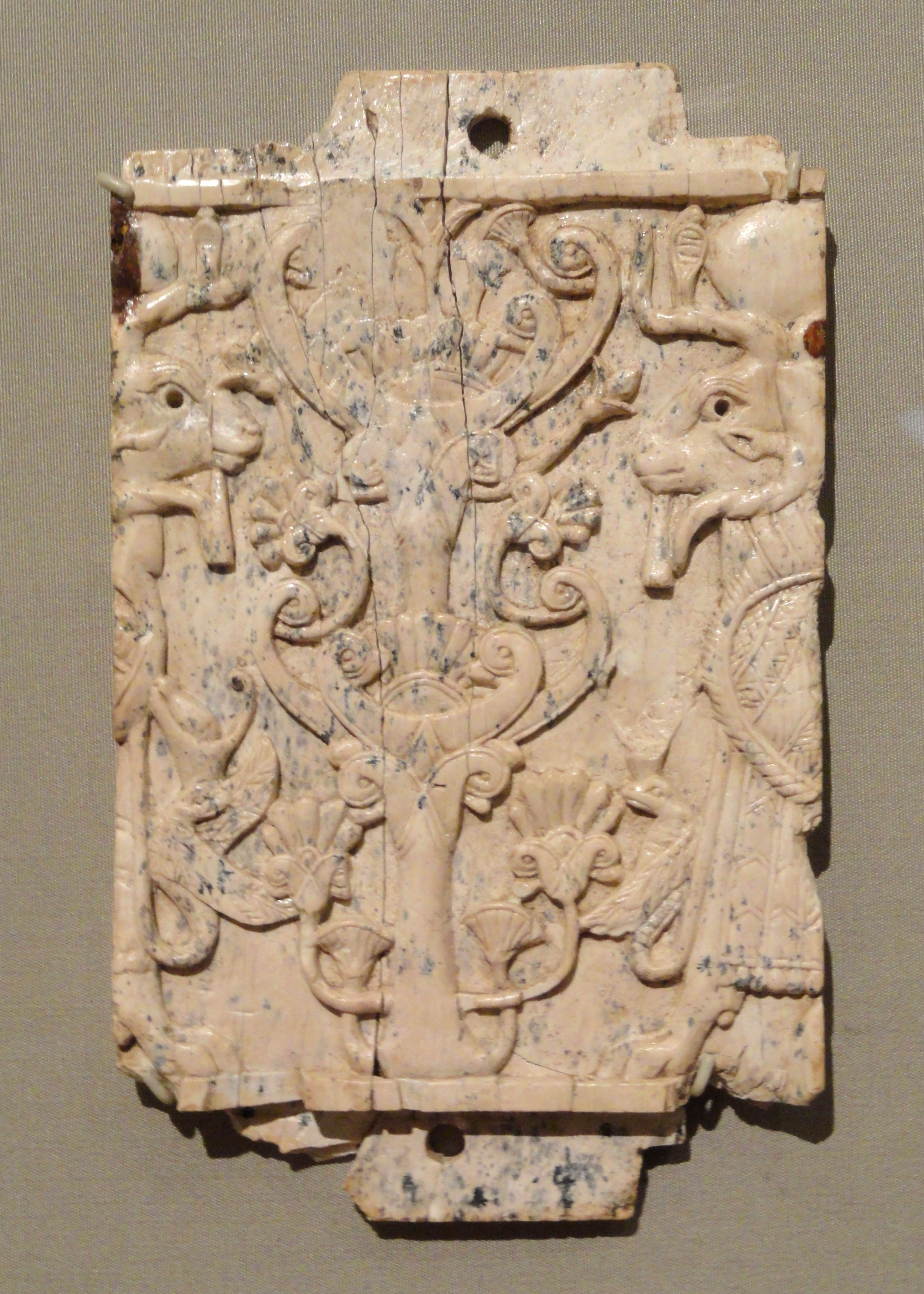
Esfinges con cabeza de carnero flanqueando un árbol sagrado, fenicio, Museo de Arte de Cleveland
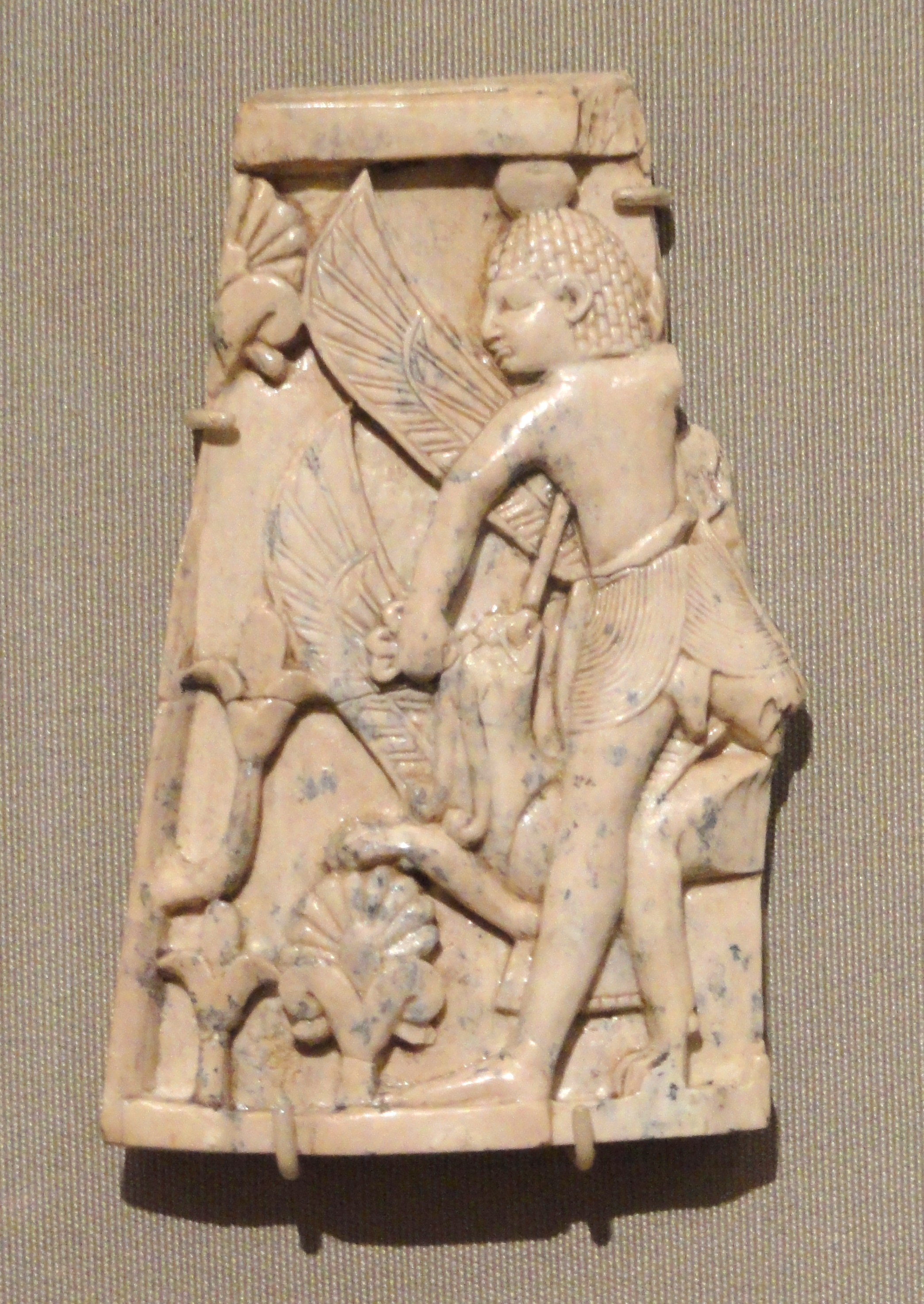
Hombre y Grifo en combate, fenicio, Museo de Arte de Cleveland
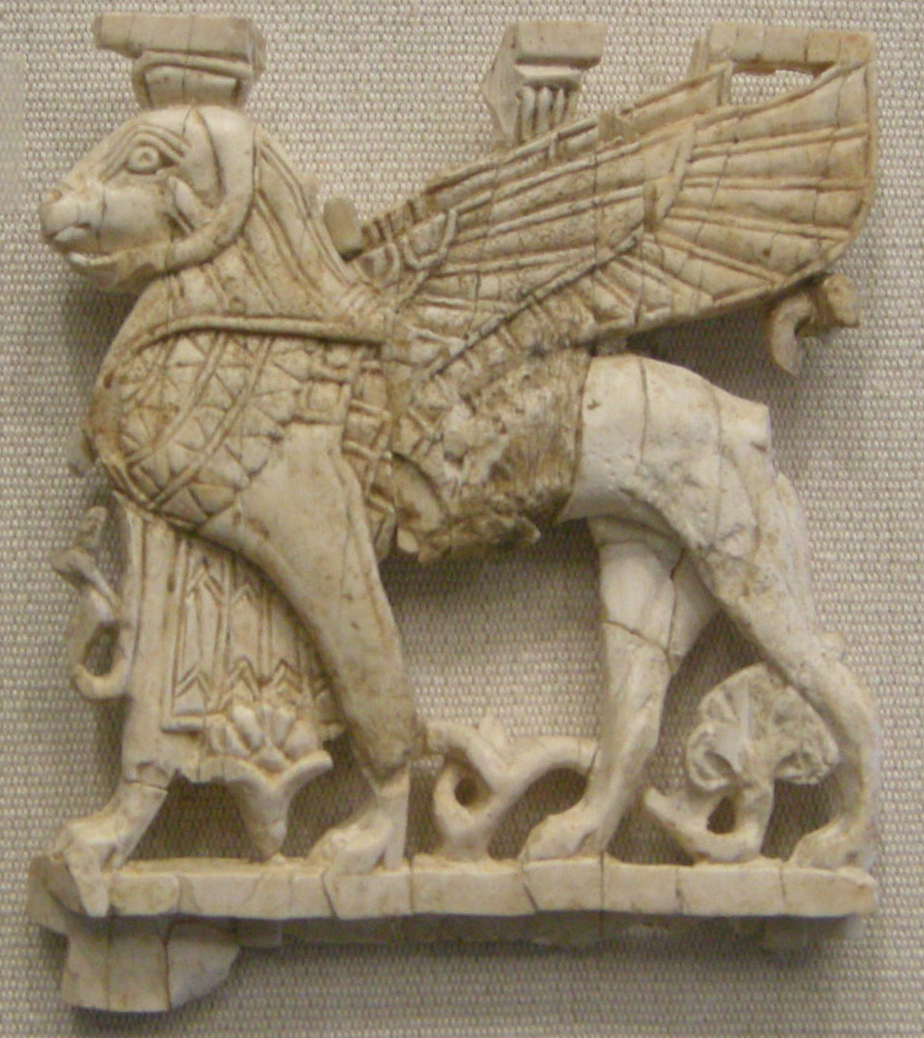
Placa del siglo VIII al VII aC respresentando a una Esfinge
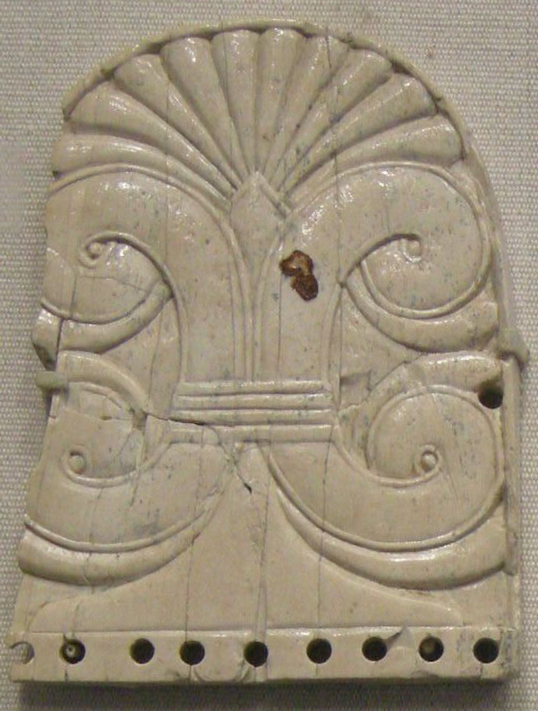
Placa con motivo vegetal
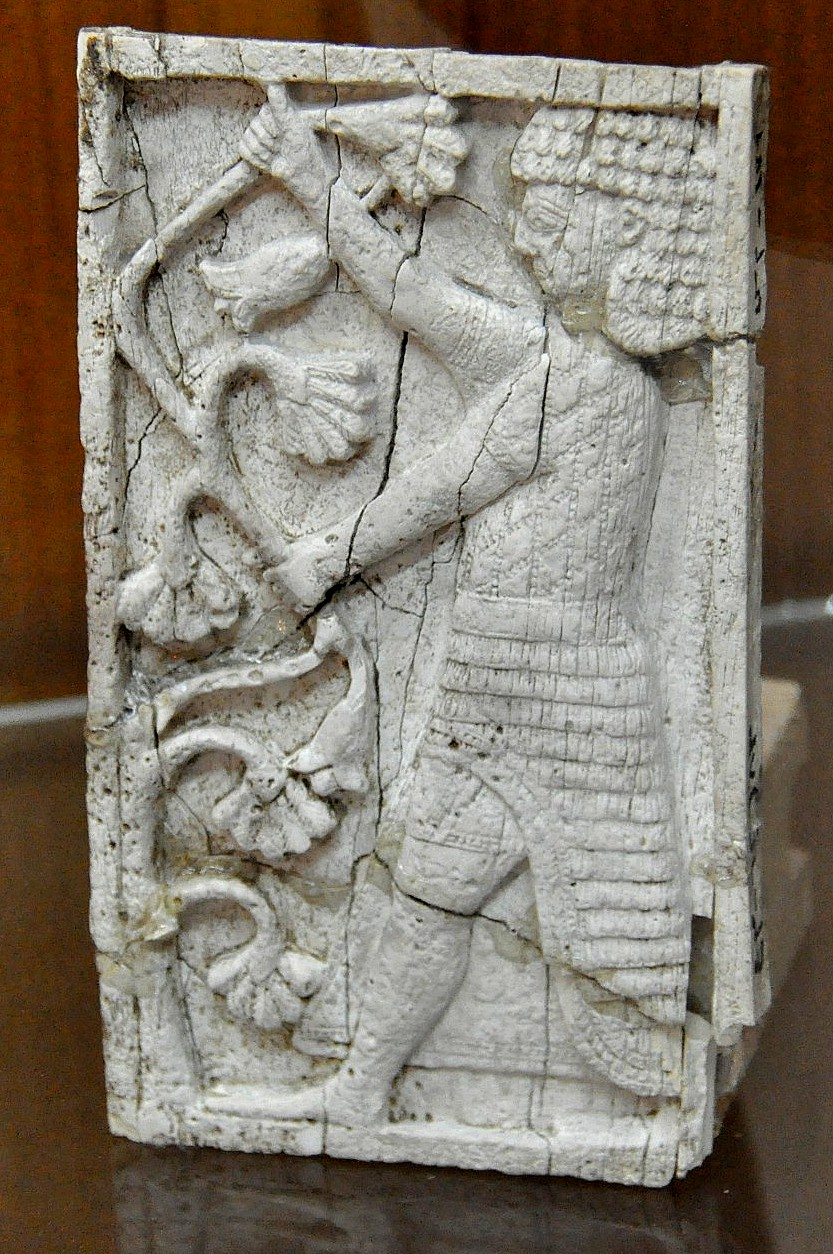
Hombre de pie con ramas de flores de loto.
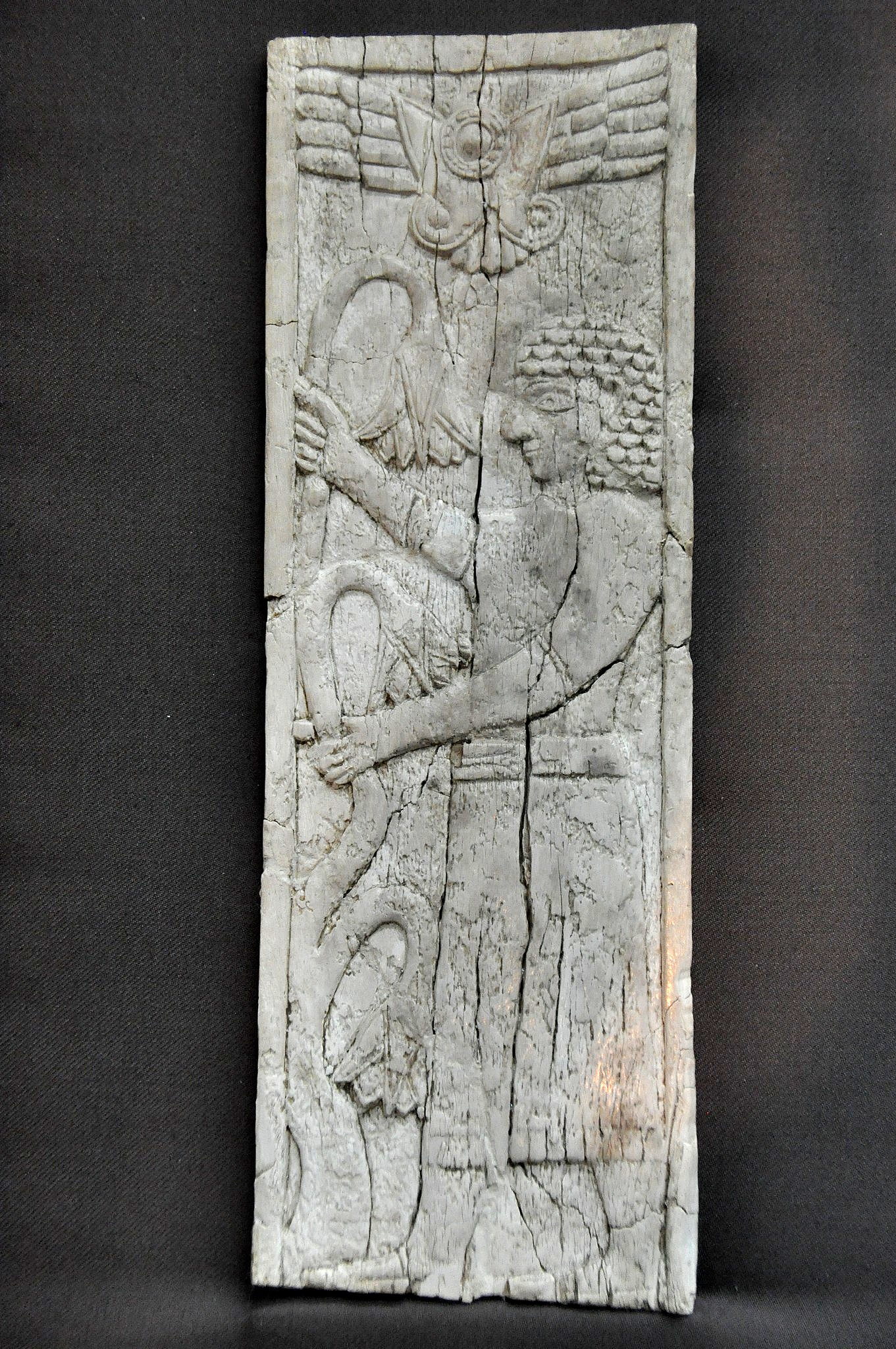
Hombre de pie con ramas de flores de loto. El dios alado Assur aparece arriba.
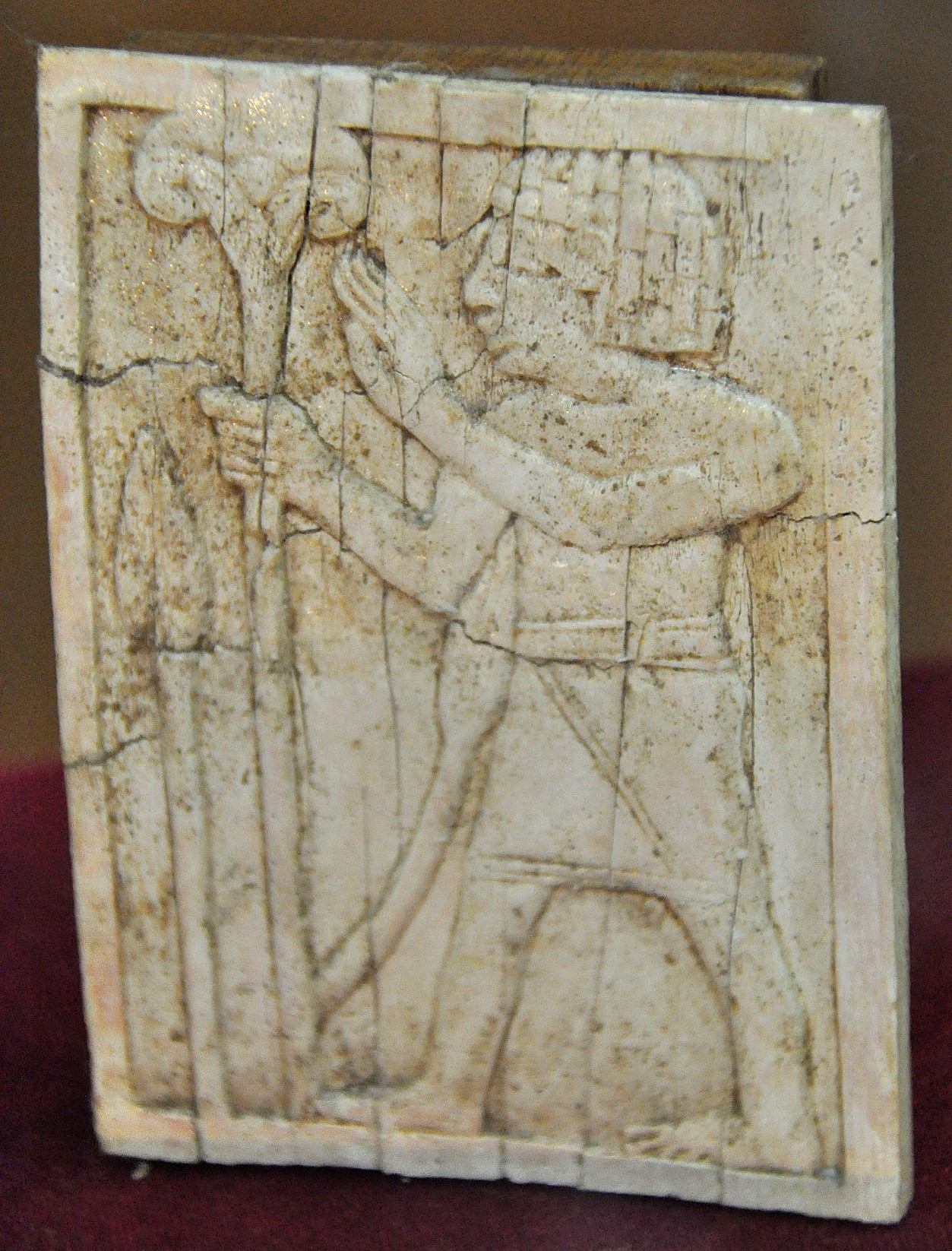
Hombre de pie sosteniendo una flor de loto.
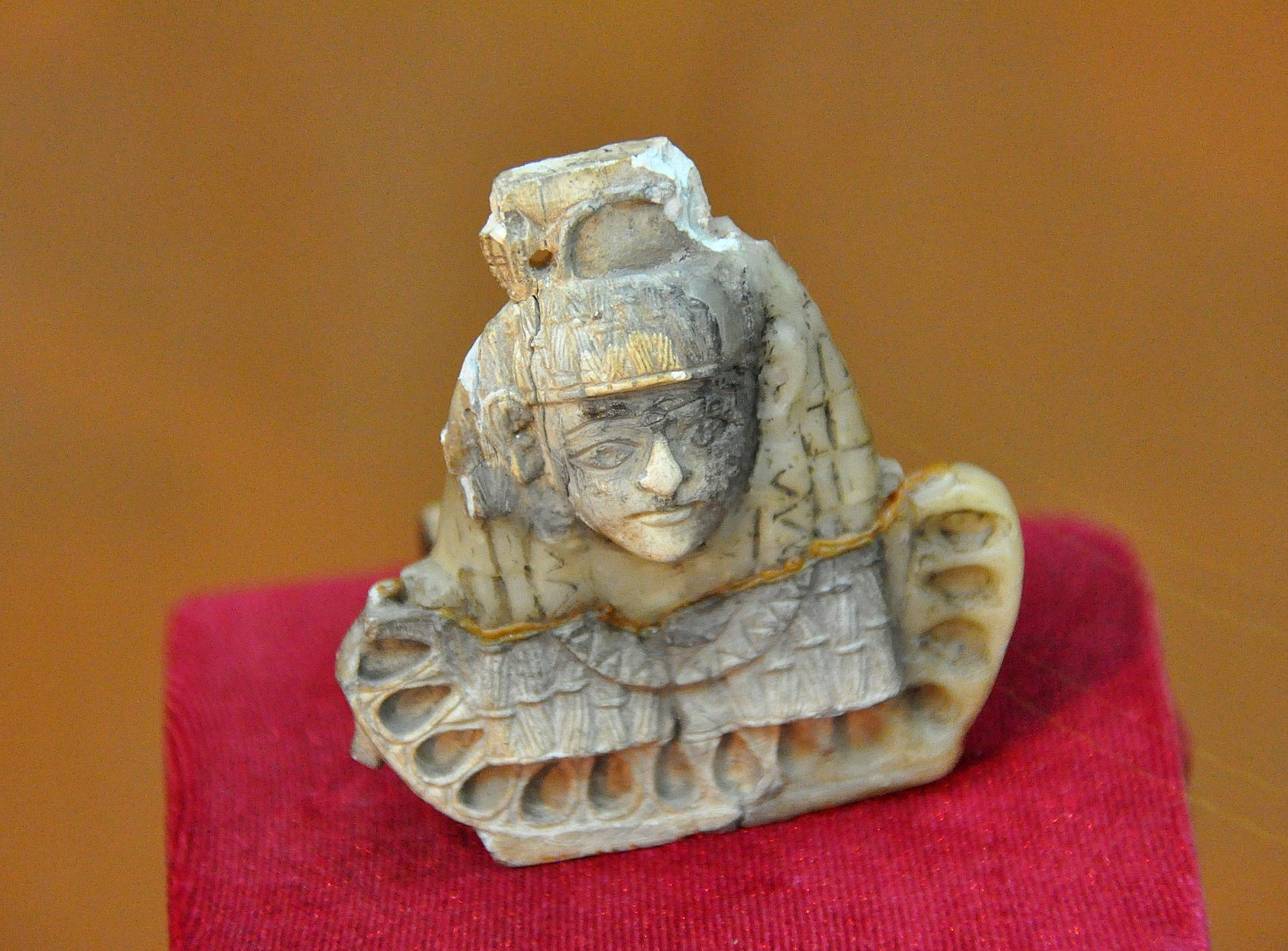
Pieza de marfil tallada de una mujer egipcia.

## Colecciones
Las marfiles de Nimrud se encuentran en varias instituciones de todo el mundo: 
- Museo Británico, Londres, Inglaterra: 6,000 piezas excavadas por Mallowan que anteriormente se encontraban en el Instituto Británico para el Estudio de Irak; así como varias piezas de otras excavaciones.
- Museo Nacional de Irak, Bagdad, Irak.
- El Museo Sulaimaniyah, Kurdistán iraquí. Este museo alberga alrededor de 30 piezas, que fueron excavadas por Sir Max Mallowan. Todos ellos están contenidos en 2 vitrinas grandes.
- Museo Metropolitano de Arte, Nueva York
- Museo de Arte de Cleveland
- Museo de la Civilización de Erbil, Kurdistán iraquí. El museo alberga 3 placas, que también fueron excavadas por Sir Max Mallowan entre 1949 y 1963 CE. Todas estas placas se exhiben en el pabellón 2 del museo.
- Universidad de Melbourne, Australia: 3 piezas excavadas por Mallowan.[15]
- El Museo de la Legión de Honor en San Francisco (California) tiene un grupo de piezas.[16]

## Catálogos
Los marfiles de Nimrud se han publicado en una serie de catálogos académicos. Muchos de estos están disponibles en línea de forma gratuita en el Instituto Británico para el Estudio de Irak (BISI): enlaces aquí . 

## Otras lecturas
- Crawford, Vaughn E. (1980). Assyrian reliefs and ivories in the Metropolitan Museum of Art: palace reliefs of Assurnasirpal II and ivory carvings from Nimrud. New York: The Metropolitan Museum of Art. ISBN 0870992600.